# 山内豊毅
山内 豊毅（やまうち とよたけ、宝暦2年（1752年） - 安永8年6月16日（1779年7月29日））は、土佐国土佐新田領の世嗣。のちに土佐新田初代藩主となる旗本山内豊産の長男。母は池田政晴の娘。正室は戸沢正備の娘。通称は主膳。

## 人物
土佐高知新田3000石を領した山内豊産の嫡子として生まれる。宝暦3年（1763年）に将軍徳川家治に御目見する。しかし、家督を継ぐことなく安永8年（1779年）に28歳で死去した。父が立藩した土佐新田藩は、養子に入った豊泰が継承した。